# Pirożel
Pirożel (PT-1, z ang. pyrotechnic) – bojowy środek zapalający opracowany w USA podczas II wojny światowej, ok. 1943 r. Składa się z mieszaniny sproszkowanego magnezu z asfaltem, z dodatkiem żelu powstałego z benzyny i metakrylanu izobutylu oraz utleniacza i odpadków magnezu z produkcji bomb magnezowych. Stosowany do wypełniania bomb zapalających (w czasie II wojny światowej były to 500-funtowe bomby AN-M76, najcięższe amerykańskie bomby zapalające wykorzystywane przeciwko celom odpornym na standardowe 100-funtowe napalmowe bomby M47; zrzucono ich blisko 80 tys.). Temperatura płomienia pirożelu wynosi 1200–1600 °C.